# 林崎甚助

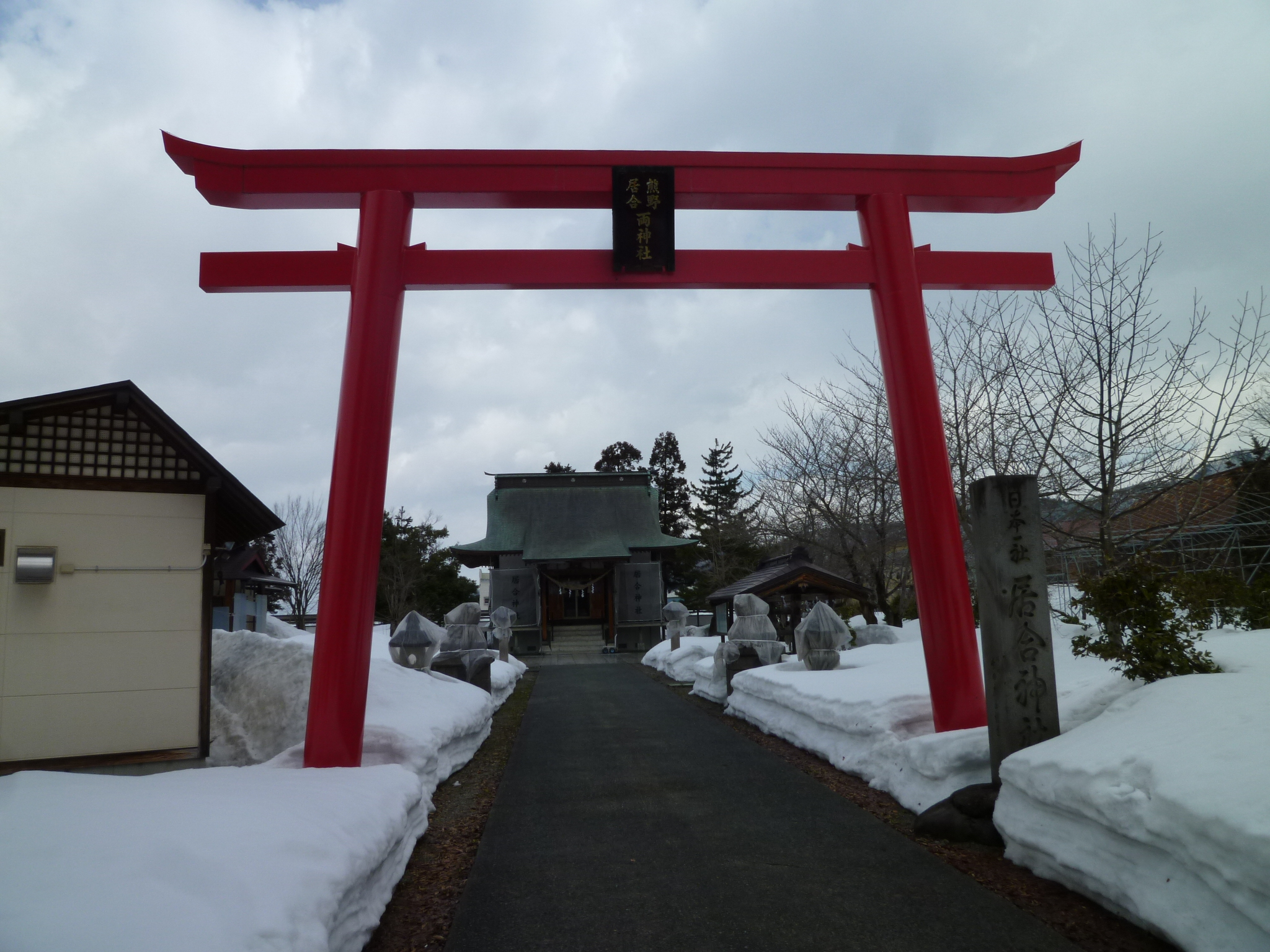
山形市村山市の居合神社

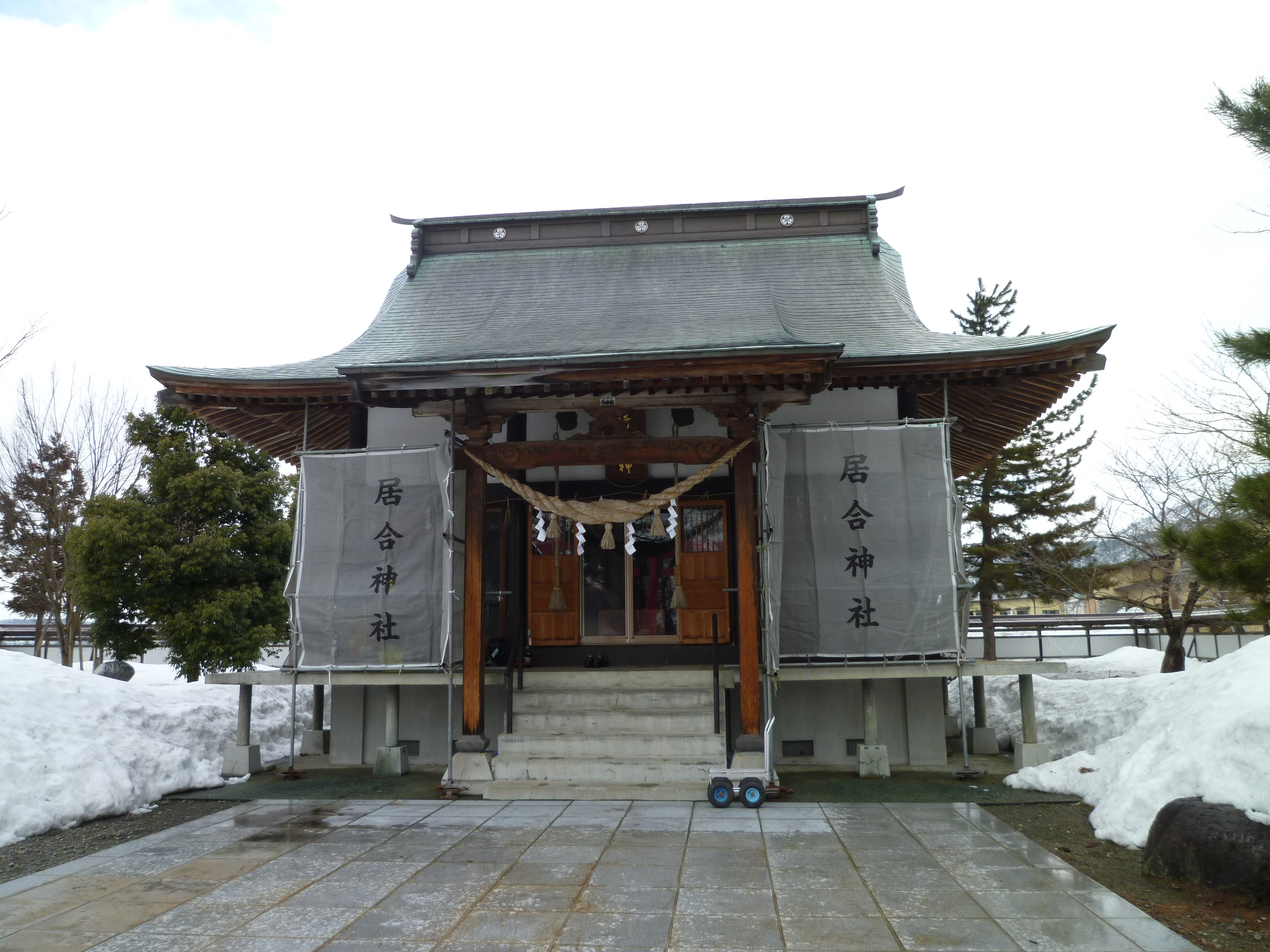
林崎居合神社拝殿

林崎 甚助（はやしざき じんすけ、天文11年（1542年）？ - 元和3年（1621年））は、戦国時代から江戸時代前期にかけての剣客、武芸者。居合（抜刀術）の始祖とされる。旧名、浅野民治丸。名字は林崎、通称は甚助、本姓は源、諱は重信。生年は天文17年（1548年）とも。
林崎甚助が開いた流派は、神夢想林崎流、林崎流、林崎夢想流などと呼ばれるが、甚助自身が生前にこの流派名を名乗ったわけではない。この他に神夢想林崎流から分かれた多くの流派（無双直伝英信流、民弥流、水鴎流など）の系譜では初代となっており、江戸期以降、林崎甚助に教受された弟子たちの業を見聞きした武芸者や修行者が独自に居合を創作する例もあるなど非常に強い影響力を及ぼしている。現代においても古流の業を語る上では林崎甚助が引き合いに出されるほど、未だその存在は計り知れない。

## 生涯
生年は不明だが参考文献では1544年とされる。出羽国楯山林崎（現・山形県村山市林崎）で生まれた。父は浅野数馬、幼名民治丸。1547年、父が坂一雲斎に恨まれ、夜更けに碁打ちの帰宅中を闇討ちされ、仇討ちのため楯岡城の武芸師範東根刑部太夫について武術に精進した。林崎夢想流第十七代宗家奥山勧禅によると、「1559年、林の明神に百か日参籠し、仇敵坂上主膳を打ち、父親の無念を晴らさんと請願し、家伝の大刀三尺二寸三分を腰に帯、抜刀を日夜練磨した。満願の暁、夢中に林の明神が示現し、抜刀の秘術卍抜を授けられ」たとしている。その後1561年、齢19にして仇討ちを果たした（本懐を遂げたのは1560年とも言われる。これは古来、年齢は数え年で数えられていたため）。その後、諸国を廻国修行する傍ら幾多の弟子を育てていて、その途中で加藤清正に招かれ加藤家の家臣を指南したとも伝えられる。
林崎夢想流の奥山勧禅によると、林崎甚助は塚原卜伝より「鹿島新当流最高秘伝天下第一之剣」、卜伝一之太刀を授かり、晩年は山形に住み慶長年間に故郷で没したとしている。伝書にも卜伝流剣術の目録が存在している。また、鞍馬流剣術の伝書においても林崎甚助が第2代として系譜されている。
武術太白成伝によると、林崎甚助、名は氏賢、相模の産としており、文禄四年より慶長三年まで武州一ノ宮の社地に居住し、54歳で諸州を暦遊、元和2年に武州川越の甥高松勘兵衛の許に滞在、翌元和3年（1617年）、70代にして諸国へ再度廻国修行に出て、その後の行方は知れないという。
林崎甚助の弟子には、田宮重正、長野無楽斎、関口氏心、片山久安などがいるとされている。
甚助が神託を得た林崎明神は、仇討ちの帰途、信国の太刀を奉納されたと伝わる。現在では林崎甚助も祀られて林崎居合神社と呼ばれている。